# Acraea anemosa
Acraea anemosa là một loài bướm ngày thuộc họ Nymphalidae. Nó được tìm thấy ở Zululand, Swaziland, tỉnh Transvaal, Zimbabwe, Mozambique, Malawi, Zambia, miền nam Zaire (Shaba), Namibia, Angola, Tanzania, bờ biển của miền đông Kenya và miền nam Somalia.
Sải cánh dài 50–55 mm đối với con đực và 57–64 mm đối với con cái..
Ấu trùng ăn Adenia venenata.